# Det Hanseatiske Museum og Schøtstuene

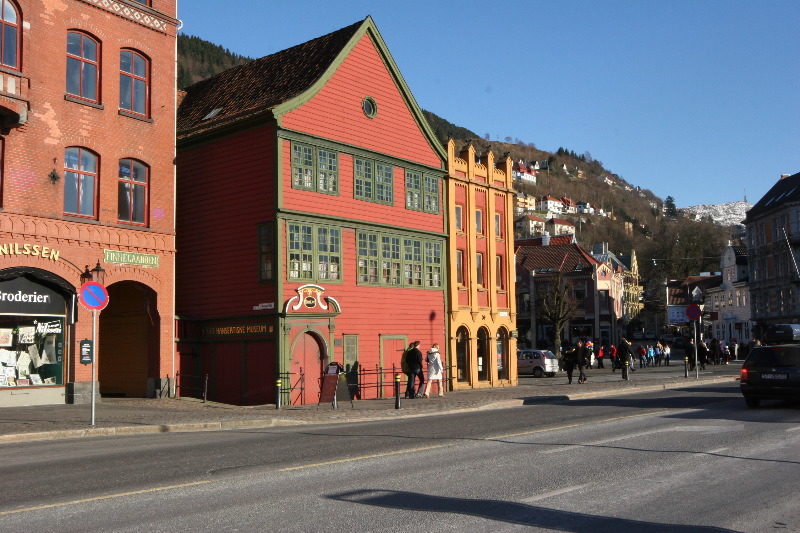
Hanseatisk museum i Finnegaarden på Bryggen i Bergen

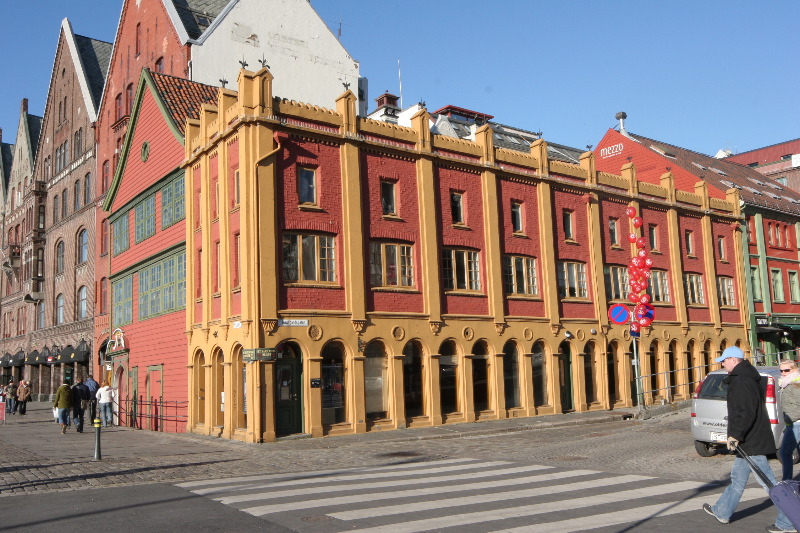
Hanseatisk museum, Murtasken

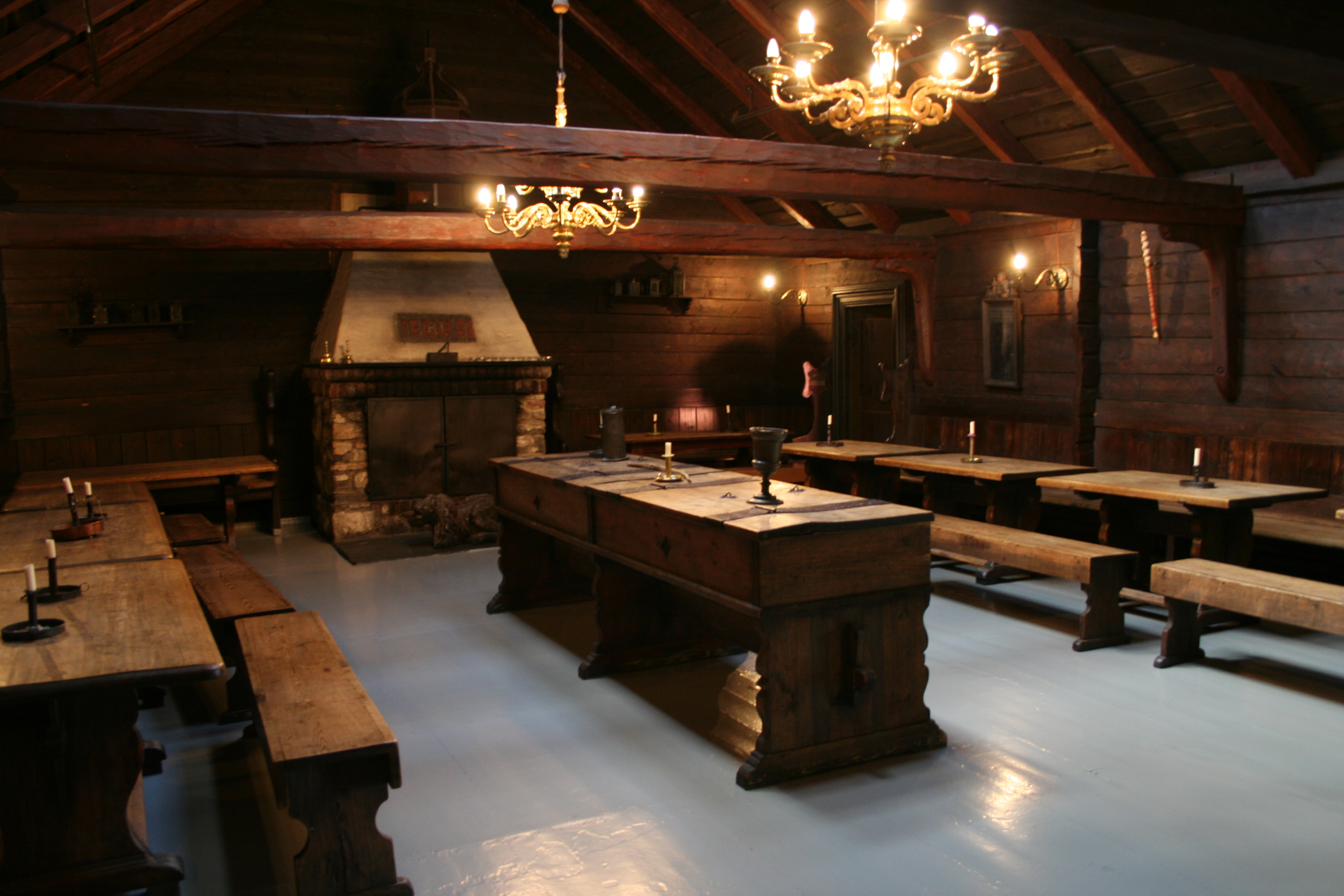
Jacobsfjorden och Bellgårdens schøtstue har öppen takstol med ljusgluggar överst samt bänkar och bord längs väggarna.

Det Hanseatiske museum i Bergen ligger på Finnegaarden 1 A och berättar om Hansatiden.

## Finnegaarden
Finnegaarden är en av de bevarade trähuset på Bryggen i Bergen och uppfördes efter branden 1702, då 7/8 av staden brann ner. Finnegaarden var Det Tyske Kontors största och ståtligaste köpmannahus. Johan Wilhelm Olsen (1829−1898), som hade drivit nordlandshandel på gården, grundade museet då den traditionella verksamheten på Bryggen tog slut. Museets stiftelsedag, den 26 juni 1872 gjordes till minne av prins Oscar Fredriks (sedermera kung Oscar II) besök på Finnegaarden. Prinsens uppmuntran lär ha fått avgörande betydelse för Wibergs fortsatta arbete med museet. Hans son, Christian Koren Wiberg (1870–1945) blev museets första direktör och räddade Finnegaarden från att rivas då Nye Bryggen uppfördes. Allt eftersom samlingen växte, uppfördes en intilliggande byggnad. «Finnegårds-Bazaren» eller «murtasken» byggdes efter ritningar av arkitekt Conrad Fredrik von der Lippe och visa på släktskap med Kjøttbasaren som arkitekten också ritade. 1901 fick Finnegaarden en stilriktig restaurering.
Finnegaarden blev kulturskyddad 1927. 1979 blev Finnegaarden ett världsarv tillsammans med andra äldre byggnader på Bryggen. Bakre delen av Finnegaarden renoverades 1982 av arkitekt Øivind Maurseth.

## Museet
I museet kan man se ett autentisk handelshus med bland annat köpmannens kontor, sovplatser för drängar och gäststugor. Alla objekt på museet är original och i stor utsträckning insamlade från olika gårdar på Bryggen av Johan Wilhelm Olsen. Museet överfördes till Bergens kommun 1916. Det Hanseatiske Museum og Schøtstuene har drevs av Bergens kommun till 2005, då driften övertogs av stiftelsen Museum Vest. Byggnaderna och samlingen är dock fortfarande i kommunal ägo.

## Schøtstuene
Bakom Bryggen vid Mariakirken ligger Schøtstueanlegget, som är en grupp rekonstruerade schøtstuer. Dramshusens schøtstue förvarades på Bergens Museum från 1880-talet och 1917 skänktes Bredsgårdens schøtstue till Bergens kommun. 1937–1938 blev återuppbyggdes stugorna tillsammans med Svensgårdens schøtstue (kopia) och Jakobsfjorden samt Bellgårdens schøtstue. Bredsgårdens schøtstue är till stor del i original. Jacobsfjorden och Bellgårdens schøtstue uppfördes 1939 och är tänkta att visa hur schøtstuene kan ha sett ut före branden 1702. Rekonstruktionen är baserad på fastighetsbeskrivningar och andra dokument, men detaljerna är väldigt osäkra.